# SCH-48461
SCH-48461 é um inibidor de absorção de colesterol.